# Histoire du Tours Football Club
L’histoire du Tours Football Club, club de football français basé à Tours, commence en 1993 en prenant la suite du FC Tours.
Le FCT est lui le successeur l'AS du Centre en 1951. Le club végète d'abord en Division d’Honneur et en Championnat de France amateur (CFA). La montée en deuxième division pour la saison 1974-1975 se révèle comme un déclencheur dans la progression du club. En 1978, le club passe professionnel et, au bout de son deuxième exercice, accède en première division. Grâce à l’arrivée du meilleur buteur de l’histoire du championnat de France Delio Onnis, le club reste trois ans en D1 et arrive deux fois en demi-finales de la Coupe de France en 1982 et 1983. Le club retrouve la Division 1 en 1984-1985 pour ensuite retomber dans ses travers. Après une stabilisation en deuxième division, le club dépose le bilan en 1993 à cause de problèmes financiers.
À la suite de cette double relégation en CFA, le club est renommé Tours FC et accède de nouveau en deuxième division en 2006. Relégué en National 1 en 2018, le club se voit rétrogradé d'abord sportivement en National 2 puis administrativement en National 3 en 2019.
- 1919 : fondation de l'AS Docks du Centre
- 1921 : rebaptisé AS du Centre
- 1932 : dissolution
- 1933 : affiliation de l'US du Centre
- 1942 : rebaptisé AS du Centre
- 1951 : rebaptisé FC Tours
- 1978 : le FC Tours devient professionnel
- 1980 : première montée en Division 1
- 1993 : perte du statut pro, double relégation administrative et devient le Tours FC
- 2006 : le club remonte en Ligue 2 et retrouve le statut professionnel
- 2021 : rétrogradation administrative de National 1 en N3
- 2021 : rétrogradation administrative en régional

## AS Docks du Centre (1919-1932)
L'Association Sportive des Docks du Centre est fondée en 1919. À sa naissance le club est donc l'association sportive d'une entreprise de distribution, créée au début des années 1900 par Ernest Toulouse à Tours, qui devient les Docks de France en 1926. Celle-ci ouvre des supermarchés sous le nom de Suma, Mammouth et Atac, puis est rachetée en 1996 par Auchan. Affilié à la Fédération Française de Football Association dès 1919, le club devient l'Association Sportive du Centre (ASC) en septembre 1921 en vue de participer à la Coupe de France.
Champion du district de Tours de première série en 1923, l'AS du Centre bat les autres champions de districts et devient Champion de la Ligue du Centre. Pour la saison suivante, la ligue met en place la première compétition régionale, le championnat de division d'honneur. L'ASC est bien sûr de la partie et remporte cette première édition, jouée en une poule de sept clubs. Les changements dans la réglementation du premier niveau régional, avec l'introduction de plusieurs groupes, ne change rien; l'AS du Centre est, quatre saisons de suite, champion de son groupe et vainqueur de la finale. Le club a également son heure de gloire lors de la saison 1926-1927 en remportant le championnat de France, en division promotion. Pour la saison 1928-1929, la Ligue revient à une seule poule de six clubs, mais l'ASC se contente de la deuxième place derrière le Club athlétique des Sports généraux. De nouveau champion la saison suivante, il termine deuxième en 1930-1931, devancé par l'Amicale Saint-Jean de Châteaudun. L'AS du Centre remporte une dernière fois le championnat de division d'honneur lors de la saison 1931-1932, devançant le CASG d'Orléans et l'ASJ Châteaudun.
À la surprise générale, le club ne s'inscrit pas pour la saison suivante, et démissionne de la Fédération à l'été 1932. Une nouvelle Association Sportive du Centre est affiliée à la 3FA en 1934 mais ne brille pas, et est radiée de la Fédération pour non paiement des cotisations en 1938.

## AS du Centre (1933-1951)
Entretemps, au début de 1933, s'est affiliée à la FFFA une Union Sportive du Centre, toujours basée à Tours. Ce club gravit lentement les échelons, et participe à sa première Coupe de France en 1936.
À la suite de la suppression des ligues, en 1942, le club, comme tous ceux de Touraine, passe au Comité Régional d'Anjou. C'est sous ce comité que l'US du Centre change de titre, en juin 1942, pour prendre celui de son glorieux ainé : l'Association Sportive du Centre. Un bon parcours durant les années de guerre lui ouvre les portes, pour 1945-1946, de la Division d'honneur de la Ligue du Centre, rétablie à la libération ; troisième cette saison-là, devancé par l'Arago Sports Orléanais et l'Union sportive municipale de Montargis, l'ASC est deuxième en fin de saison 1946-1947 derrière l'Arago. La saison suivante est importante, car seuls les trois premiers du championnat, de la Ligue du Centre sont admis en division nationale, le Championnat de France amateurs, nouvellement instituée. L'ASC Tours manque le coche en terminant à la quatrième place, mais se rattrape la saison suivante en empochant le championnat, et la montée. Le bonheur est de courte durée, le club ne s'y maintient pas en achevant la saison 1949-1950 à la douzième place (sur treize) du groupe Ouest. Après une saison de transition terminée à la quatrième place, les Docks de France retirent leur soutien au club qui est rebaptisé Football Club de Tours en juin 1951.

## Football Club de Tours (1951-1993)

### Bataille entre DH et CFA (1951-1969)
Le jeune FC Tours décroche son premier titre régional dès le premier exercice et la remontée en CFA. En 1952, le FCT, avec son capitaine emblématique, ex-international et figure mythique du sport tourangeau, Fred Aston, accède aux 32e de finale de la Coupe de France après l'élimination au tour préliminaire des professionnels de l'AS Troyes,. Lors de la saison 1952-1953, le club termine sur la seconde marche du podium dès son retour à l'échelon national,. Ce bon résultat n'est pas conservé l'année suivante et les Tourangeaux sont relégués à la suite de leur onzième position finale. À nouveau de retour en élite régionale, l'équipe peine à réagir bien qu'améliorant chaque saison son classement final (neuvième, cinquième, troisième puis second) jusqu'en 1958 avant une nouvelle troisième place la saison suivante. Le club stagne longtemps au niveau amateur.
Plusieurs fois champion de Division d'Honneur (1960, 1965, 1968), le FCT n'arrive pas à se stabiliser en Championnat de France amateur sous la présidence de Jean Savoie et ses deux vice-présidents Robert Leprivier et Raymond Villate. Ceux-ci dirigent le club durant une dizaine d'années avec Robert Caquet, Jules Vandooren, Stanislas Dombeck et Guy Bernard comme entraîneurs.

### Professionnalisme et montée en D1 (1969-1983)
En 1969, descendant une nouvelle fois de CFA, Jean Royer, maire de la ville, prend la présidence du club et nomme Yvon Jublot comme entraîneur. Prise de fonction surprise alors que le club est au plus bas. Royer n’a aucun intérêt à en prendre la présidence, si ce n’est par passion. Une reconstruction du club qui porte rapidement ses fruits : quatrième en 1970 et gagnant chaque année une place au classement jusqu'au titre en 1973. La montée en Division 3 est assurée. Pierre-Antoine Dossevi est alors l'une des figures de l'effectif tourangeau. Une D3 qui ne voit qu'une saison le FCT de Jacky Manic, qui évolue au stade de Grandmont, puisque les Bleus auteurs d'une bonne saison accèdent directement à la D2. Saison aussi marquée par une campagne de Coupe de France réussie avec un seizième-de-finale face aux professionnels du FC Metz. Lors du match aller au stade Grandmont, 6 501 spectateurs sont recensés dans un stade ne pouvant en contenir que 5 000, pour faire face à la demande des tribunes provisoires sont ajoutées. Les Tourangeaux parviennent à tenir en échec les messins (1-1) mais s'inclinent au stade Saint-Symphorien (1-2),,,.
Cette ascension s'accompagne de la mise en chantier d'un stade moderne de 15 000 spectateurs au milieu d'un complexe sportif. Ne se renforçant que timidement et perdant Pierre-Antoine Dossevi en 1975, le FCT se contente, durant deux saisons, d'assurer son maintien. En 1975-1976, Yvon Jublot ne fait plus l'unanimité et est remercié en juin 1976. Il est remplacé par Pierre Phelipon. Handicapé par un statut amateur qui ne lui permet pas de retenir ses meilleurs joueurs, l'équipe réalise pourtant deux saisons réussies sous la houlette de Phelipon en terminant troisième en 1976-1977 puis cinquième en 1977-1978. Le club décide alors de passer professionnel et, après un mois d'hésitations, la Ligue donne son agrément en juin 1978. Le FCT réalise alors un recrutement judicieux mais enregistre les départs du buteur Thierry Princet et du stratège Jacky Manic,.
Le FC Tours dispose, pour la reprise de la saison 1978-1979, d’un nouveau pied-à-terre entre deux fleuves, le stade de la Vallée du Cher. L'équipe de Phelipon profite à plein de cet environnement et Tours reste, une longue partie de la saison, dans le sillage des meilleures équipes du championnat, accrochant finalement la quatrième place. Sur sa lancée, l'équipe tourangelle signe 22 victoires la saison suivante. Le club Ciel et Noir est admis dans l'élite du football français. Se battant en tête toute la saison avec le Stade rennais, les Dusé, Besnard et Dossevi offrent la montée aux 15 000 spectateurs du stade de la Vallée du Cher, plein pour la première fois de son histoire, en prenant définitivement l'avantage sur les Bretons (1-0) dans les dernières journées.

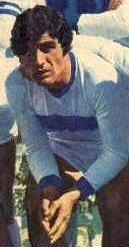
Delio Onnis, attaquant des années en D1.

Pour son entrée en Division 1, le FCT réussit à s'attacher les services du meilleur buteur de la saison précédente, l'italo-argentin Delio Onnis. Les débuts en D1 sont encourageants avec une victoire (3-2) à domicile face au Stade lavallois devant plus de 10 000 spectateurs. Pourtant cinquième après douze journées et une victoire chez le grand AS Saint-Étienne, Tours chute au classement et doit passer par les barrages pour assurer son maintien. Contre Toulouse, les Tourangeaux s'imposent d'abord (1-0) à domicile avant d'arracher un match nul (2-2) au Stadium. Onnis est la figure de proue de l'équipe et enlève un nouveau titre de meilleur buteur avec 24 réalisations. Mais derrière, de gros soucis financiers, assortis d'importants déficits, écornent l'image de marque du club.
Bail renouvelé, un changement d'entraîneur a lieu avec l'arrivée du Hollandais Hendrikus Hollink ainsi qu'un renforcement de l'équipe par des joueurs comme Jean-Marc Desrousseaux, Guy Lacombe, Karim Maroc, Bernard Simondi et Bruno Steck. Une saison plus tranquille avec une place de onzième en championnat, avec Onnis une nouvelle fois meilleur buteur, et un bon parcours en Coupe de France. Entamant son parcours par une qualification après prolongation face au RC Lens (5-2), Tours se fraye un chemin jusqu'en demi-finale après les éliminations de l'AJ Auxerre, du FC Metz et de Toulon. Sur un match en terrain neutre, à Rennes, les hommes d'Hollink poussent le Paris Saint-Germain aux tirs-au-but après une rencontre sans buts. Desrousseaux réalise une bonne série mais son homologue parisien, Baratelli, est encore plus efficace. Les parisiens marquent deux fois contre une seule pour les tourangeaux,,.
La troisième saison au haut niveau débute mal. Karim Maroc décide de changer d'air sans prévenir et signe à Brest. Malgré ce départ inattendu, le club continue de se renforcer avec les arrivées de Jean-Marc Furlan en défense, Alain Polaniok en milieu et surtout de l'Argentin Omar Da Fonseca en attaque. Mais l'ambiance dans l'équipe est mauvaise et les résultats en championnat s'en ressentent. De plus l'entraîneur ne sait pas tirer parti du tandem Onnis-Da Fonseca et en fin de saison le club se voit contraint de disputer une nouvelle fois les barrages, contre Nîmes cette fois. Pourtant, cette année encore, la Coupe de France prouve la qualité de l'effectif tourangeau. Écartant successivement Niort, Marseille, Lyon et Guingamp, les Ciels et Noir se retrouvent opposés au PSG en demi-finale pour la seconde année consécutive. Au Parc des Princes, le score du match aller est sans appel et les tourangeaux subissent un lourd revers (4-0). Le retour, anecdotique, voit pourtant le TFC tenir tête aux parisiens en décrochant un match nul, certes insuffisant (3-3), avant de jouer sa tête parmi l'élite. Tenu en échec au match aller au stade de la Vallée du Cher par le Nîmes Olympique (1-1), la démission des dirigeants est demandée par certains supporters. Au match retour, le miracle n'a pas lieu (défaite 3-1) et le FCT est relégué en Division 2 après trois saisons en D1,.

### Relégation, sursaut puis sanction administrative (1983-1993)

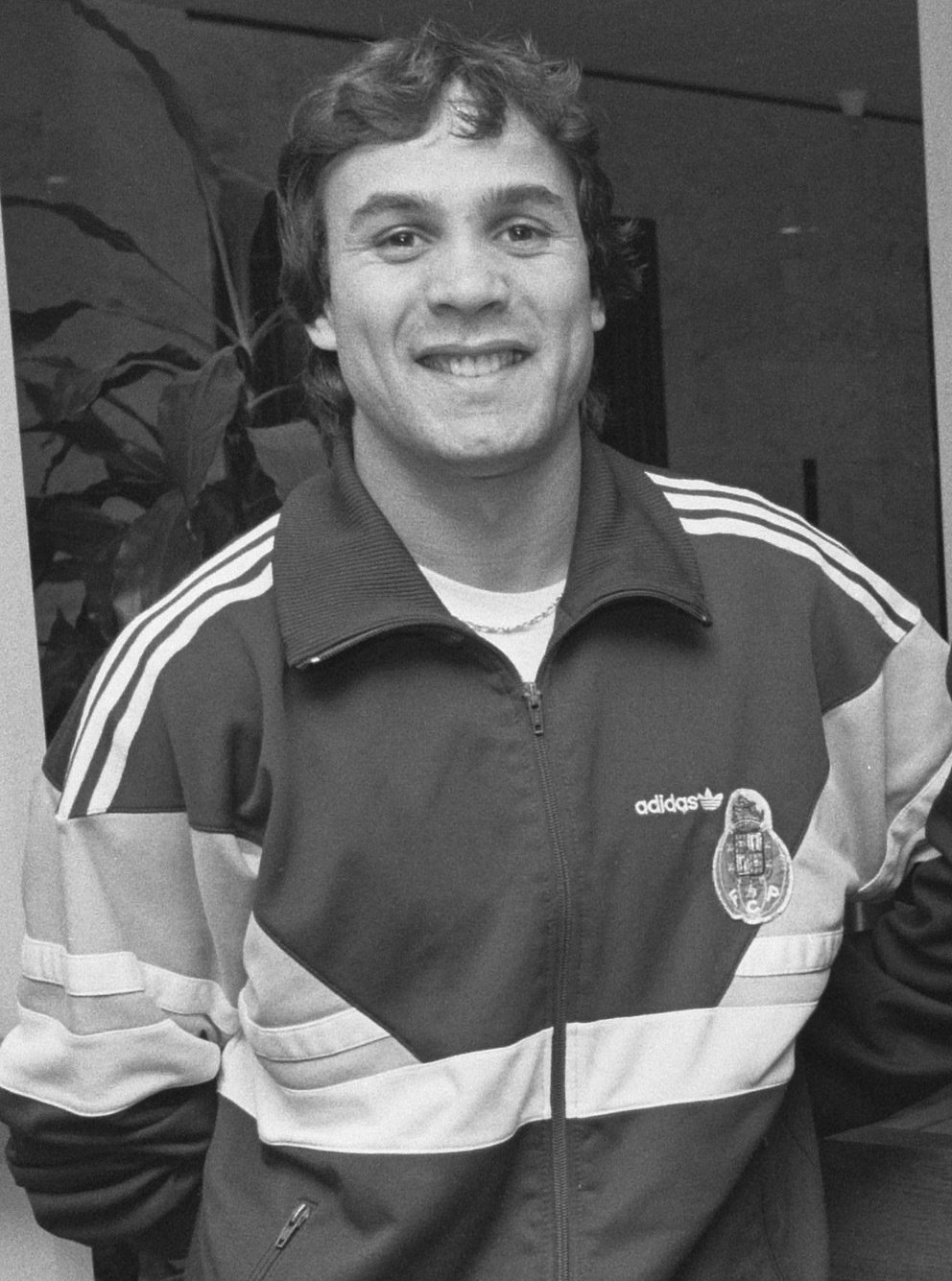
Madjer est prêté au TFC lors de la deuxième partie de saison 1984-1985.

Le FC Tours perd alors ses principaux joueurs comme Desrousseaux, Onnis, Lacombe, Maroc et Steck qui partent pour d'autres cieux. Polaniok et Da Fonseca restent fidèles au club. Jean-Marie De Zerbi et le hongrois Bela Varady renforcent le groupe professionnel désormais sous la houlette de Guy Briet. L'équipe aligne 24 victoires en championnat et limitent leur passage en D2 à une seule saison. Leader depuis octobre 1983, Tours laisse échapper le titre durant dix-sept minutes à l'occasion de la dernière journée au profit du RC Paris. Mais Emmanuel Hamon, entré en cours de jeu, délivre le club à la 88e minute à Dunkerque en inscrivant un but synonyme de remontée en D1. Les Ciels et Noirs remportent même le titre de champions de France face à l'Olympique de Marseille (2-2, 3-2),.
Manquant cruellement de moyens financiers pour étoffer son effectif, malgré l'arrivée des internationaux marocain Merry Krimau et espoirs français Yves Colleu, Tours ne peut assurer son maintien malgré le remplacement de Guy Briet par Serge Besnard en mars 1985. Dès le début de saison les joueurs se battent pour ne pas être décroché de la course au maintien. Constamment dans la zone rouge, le TFC n'arrive pas à sortir la tête de l'eau et le retour parmi l'élite n'est que de courte durée,. Marqué par une cascade de blessures, Tours redescend en deuxième division au printemps 1985.
Perdant Polaniok, Da Fonseca et Krimau à l'intersaison, Tours peine à justifier son rôle favori attribué par la presse pour son retour en Division 2. Treizième à la trêve, le FCT sauve à nouveau sa saison avec la Coupe de France. L'équipe, désormais sous la conduite d'Yvon Jublot, écarte le RC Strasbourg en huitièmes-de-finale (0-0, 3-0) avant de céder en quart face aux Girondins de Bordeaux (0-1, 0-1). Neuvième en championnat puis septième en 1986-1987, les Tourangeaux sont lanterne rouge à la trêve hivernale de la saison 1987-1988. La chute en Division 3 ne peut être évitée.
Jublot est remercié, Jean Sérafin hérite du poste d'entraîneur et fait remonter immédiatement le club en deuxième division. Un certain Patrick Vieira arrive alors pour jouer en équipe juniors. Mais les problèmes financiers deviennent récurrents et le club affiche dix millions de francs de dettes. Jean Royer, toujours fidèle au FCT, n'hésite pas à combler les brèches via des subventions municipales. Se maintenant difficilement la première saison (quatorzième) puis plus aisément les deux suivantes (deux fois neuvième), l'équilibre financier est de plus en plus précaire. En 1992, la totalité des subventions (9 MF) sert uniquement à payer les dettes.
En juillet 1992, Raymond Keruzoré succède à Jean Sérafin et le FC Tours est relégué en Division 3 dès le printemps 1993. Mais, en juin 1993, au vu du bilan présenté, la DNCG retire le statut professionnel au club et lui fait subir une double rétrogradation,,.
Mais le club, rebaptisé Tours Football Club, évite la liquidation et donc sa disparition pure et simple. En effet, sous l'impulsion de Jacky Manic et de quelques autres, dont le maire de Tours Jean Royer, 400 000 francs sont réunis in extremis, permettant au club de conserver son numéro d'affiliation à la Fédération française de football. Ceci ayant pour conséquence immédiate de maintenir toutes les équipes de jeunes à leurs niveaux respectifs.

## Tours FC (depuis 1993)

### Reconstruction (1993-2007)
Le nouveau Tours FC prend le relais, deux étages plus bas donc, dans le nouveau championnat de Nationale 2 (D4). La présidence de l'avocat Boualem Bendjador dure quatre ans. Endetté et sans soutien financier, le FCT dépose le bilan en décembre 1993. Le club passe tout près de la liquidation, mais s'en sort in extremis pour passer deux saisons difficiles en bas de classement. Le club redresse ensuite la tête en 1996 avec une bonne cinquième place et parvient à suivre la cadence des réserves lyonnaise et nantaise, accédant au tout nouveau championnat National pour la saison 1997-1998. Cette même année, le Tours FC décroche le titre de meilleur club amateur de France grâce aux résultats de ses équipes jeunes.

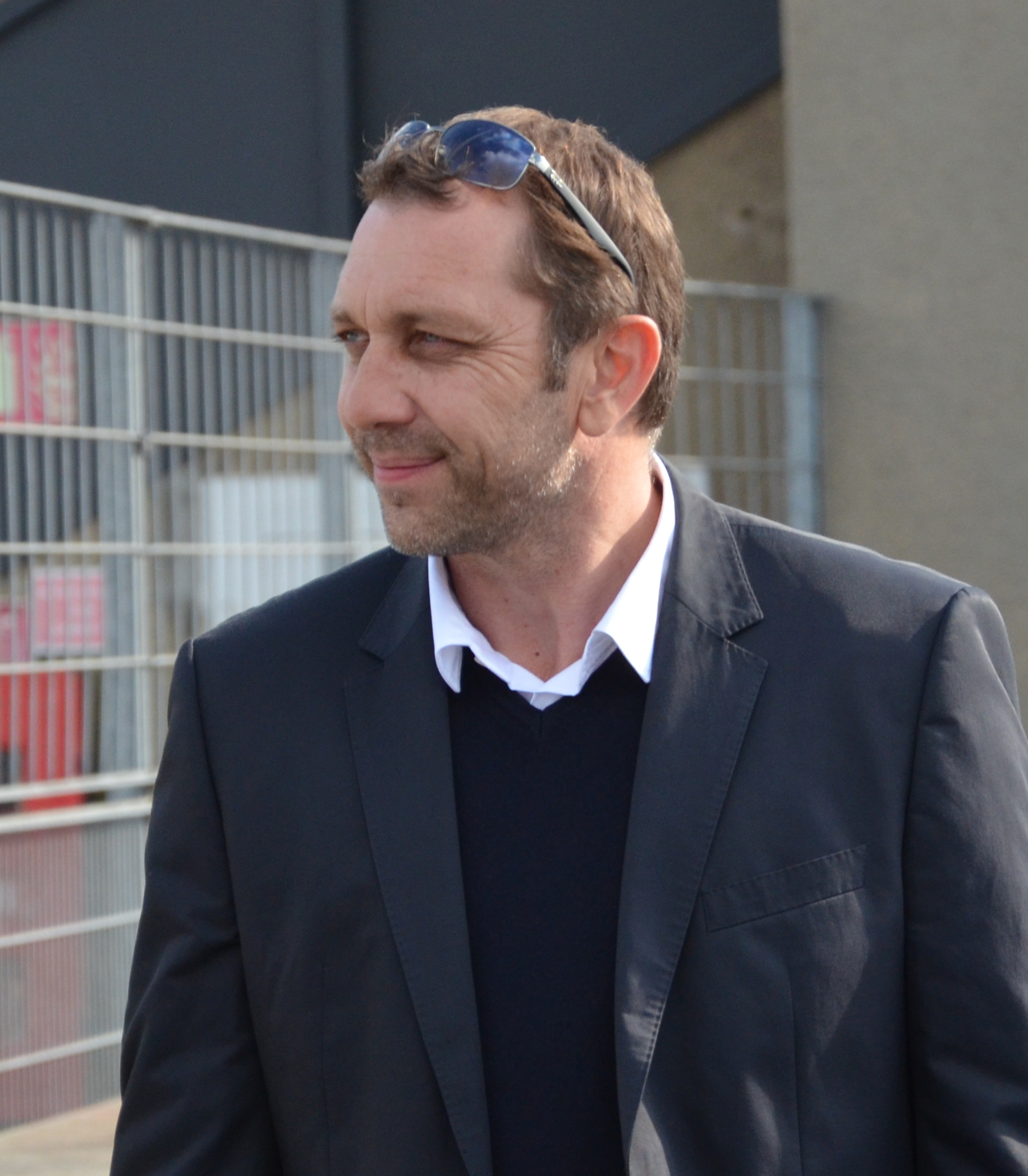
Xavier Gravelaine, né à Tours, se sert de son image pour aider le club.

Le président Bendjador est alors poussé à la démission. Une nouvelle équipe dirigeante est mise en place. Patrick Gaspéroni, jusqu'alors directeur du Centre Technique Régional Omnisports (CTRO) de Tours, est nommé président en décembre 1997. Il a plusieurs missions : éviter la liquidation, assainir les finances, stabiliser le secteur sportif et trouver un repreneur viable. Le troisième président en cinq mois rassemble 1,5 MF pour terminer la saison. Lors de cette saison 1997-1998, Xavier Gravelaine, originaire de la ville, devient parrain du club et aide à le sauver sur le plan financier par des démarches publicitaires et jouant de ses contacts. L'équipe, alors entraînée par Christian Letard, est engluée dans les profondeurs du classement depuis le début de la saison. Le TFC retrouve quelques couleurs en mars en s'extirpant de la zone de relégation. Mais les rumeurs les plus alarmistes circulent, l'éventualité d'un dépôt de bilan est même évoquée. Calé en milieu de classement (huitième), le maintien est assuré sportivement. Mais la DNCG relègue une nouvelle fois le club pour raisons financières. Les nouveaux dirigeants du club entament un bras de fer avec les instances nationales, sans succès.
Le TFC en CFA, le championnat National 1998-1999 débute avec 19 clubs au lieu de 20. Après avoir déclaré forfait contre Plabennec lors de l´ouverture du championnat, les Tourangeaux alignent contre Guingamp, une équipe « fantôme » composée de quatre joueurs de moins de dix-sept ans, six de moins de dix-huit ans, deux de vingt et de l'entraîneur adjoint de 45 ans. Les Guingampais écrasent les tourangeaux 17-0. Cet épisode compose le bras de fer opposant le club de Tours, qui conteste cette rétrogradation. « La Fédération veut nous faire payer l´incompétence de certains de ses dirigeants, explique Patrick Gaspéroni. Après un premier passage défavorable devant la DNCG, on avait monté un nouveau dossier. Mais à la FFF, on nie avoir reçu ces documents en temps et en heure. » L'affaire est portée devant le tribunal administratif d'Orléans. Il faut attendre la troisième journée de championnat pour que Christian Letard et son équipe, qui a subi huit départs durant l'intersaison, s'alignent en compétition. À la peine pour s'extraire de la zone de relégation, Letard est remercié en janvier 1999. Le défenseur Albert Falette le remplace et Tours assure son maintien.
Tours et Falette entame la saison 1999-2000 à plein régime, soutenu par plus de 3 000 spectateurs en moyenne au stade de la Vallée du Cher. Mais le club échoue à la troisième place. S'ensuivent des saisons de transition plus consacrées à éponger les dettes qu'à retrouver de l'ambition.
2002 voit le renouveau d'un TFC performant. Après un début de saison hésitant, les Ciels et Noir effectuent une série de treize matches sans défaite en championnat auxquels il faut ajouter leurs six tours de Coupe de France. Les hommes d'Albert Falette font la course en tête pendant toute la seconde partie de la saison, mais ne peuvent résister au retour de Libourne-Saint-Seurin qui les coiffent sur le poteau pour la montée directe en National. Frédéric Sebag arrive à la présidence en janvier 2003 et Patrick Gaspéroni quitte alors le club. On croit le club reparti pour un nouveau bail en CFA, mais la DNCG fait parler d'elle en rétrogradant Martigues et en interdisant la montée au Racing Paris et à Saint-Priest ; dans le même temps, Alès dépose son bilan. Tours se voit donc repêché pour participer au National 2003-2004. Dans ces conditions, le retour à l'échelon au-dessus est plus que difficile et le maintien est obtenu in extremis,.
En 2004-2005 le club, sous l'impulsion de son président Frédéric Sebag, monte en puissance. Une défaite à Valence l'empêche d'accrocher le podium synonyme de montée en Ligue 2. Il faut attendre la saison suivante pour voir les héritiers du FCT renouer avec le monde professionnel, au terme d'une saison haletante, marquée notamment par un élan considérable et un fort soutien populaire en fin de parcours. Le dernier match est face au Nîmes Olympique, le même club qui a sorti les Tourangeaux de première division vingt ans plus tôt. C'est l'occasion pour le président Sebag de monter le club en société anonyme sportive professionnelle (SASP) pour lui redonner son statut professionnel. Mais mal préparé administrativement et sportivement, ce retour est un échec et le TFC se retrouve dernier de la classe rapidement sans jamais pouvoir espérer se maintenir. L'arrivée de Tony Vairelles n'y change rien, le Tours FC est condamné à la relégation au soir de la 34e journée. Après cette saison cauchemardesque, le club fait le grand nettoyage et l'effectif est entièrement renouvelé.
Nouveaux joueurs, nouvel entraîneur (Daniel Sanchez) avec un résultat probant puisque la remontée est au bout du chemin avec une belle aventure jusqu'en huitièmes de finale de Coupe de France,.

### Stabilisation en Ligue 2 (2007-2013)

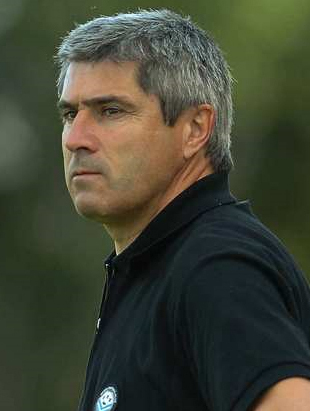
Daniel Sanchez, entraîneur durant quatre saisons du TFC.

Pour un retour en Ligue 2, le TFC se mêle jusqu'à la dernière journée à la bataille pour l'accession. Une saison symbolisée par l'absence de défaite face aux trois clubs promus en fin de saison (2 victoires, 2 nuls).

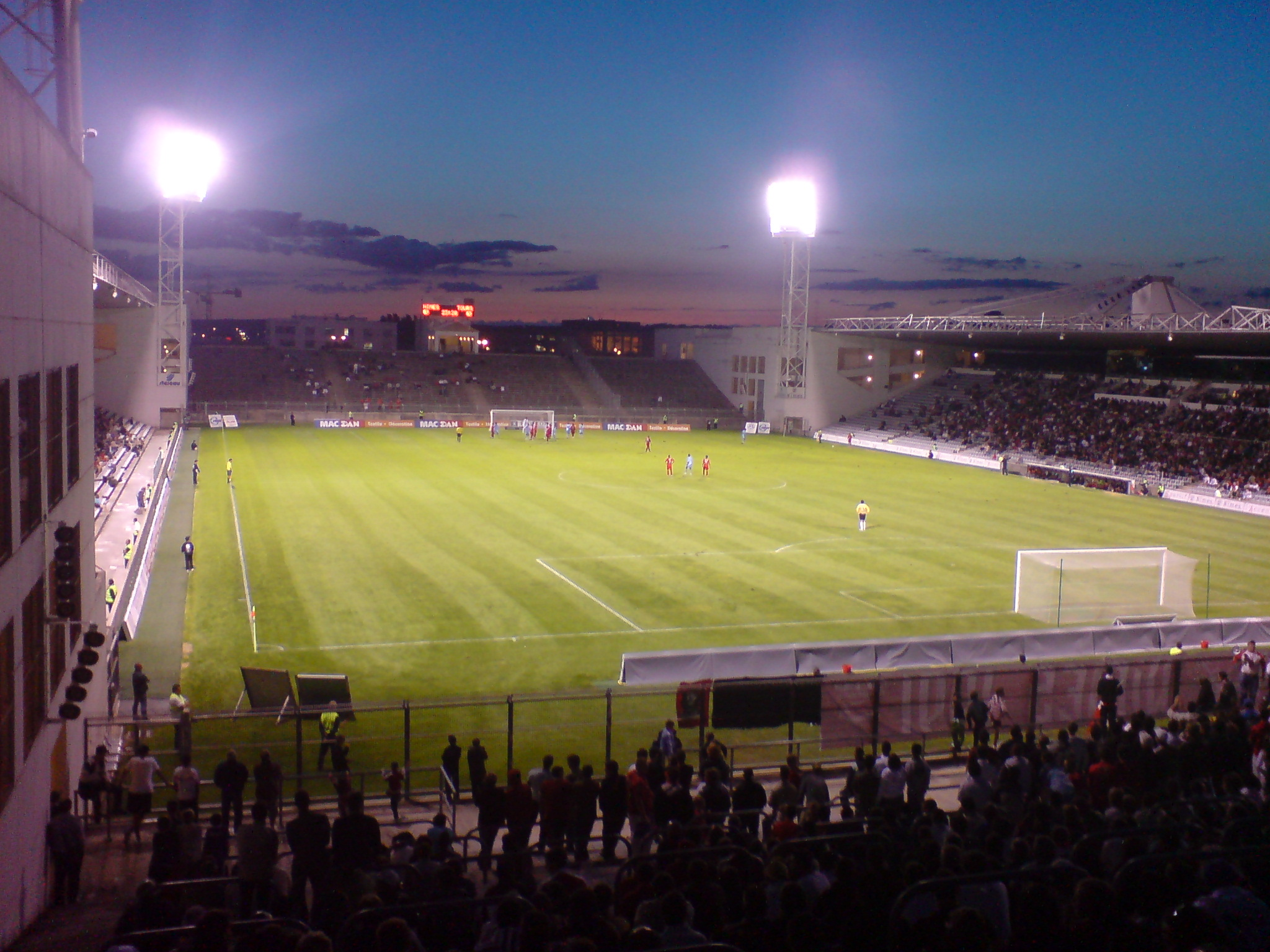
Nîmes-Tours en septembre 2008

Le TFC se structure alors sportivement avec l’arrivée de Max Marty comme Manager général et Directeur sportif. Frédéric Sebag et lui recrutent alors un nouvel entraîneur, Daniel Sanchez, et 23 nouveaux joueurs sur 24. Le TFC retrouve la Ligue 2 à la fin de la saison 2007-2008. Cette même saison, l’équipe réserve, menée par Marc Maufroy, évoluant en Division d’Honneur, est championne et accède en CFA2. Lors de cette saison 2008-2009, le Tours FC, promu, réalise une excellente saison et finit à la sixième place de L2, avec de futurs internationaux français dans ses rangs que sont Olivier Giroud et Laurent Koscielny. La réserve n'est elle pas autorisée à monter en CFA, malgré sa première place de groupe de CFA2, car le club ne dispose pas d'un centre de formation. Au cours des deux saisons suivantes, le Tours FC, toujours emmené par Sanchez, termine onzième puis douzième du classement. L’intersaison 2011 voit quelques changements au niveau du staff technique. Daniel Sanchez parti à Valenciennes, le Tours FC fait appel à l’entraîneur allemand Peter Zeidler pour conduire le navire ciel et noir. Le Tours FC poursuit son parcours en L2 en se classant sixième au terme de la saison 2011-2012.

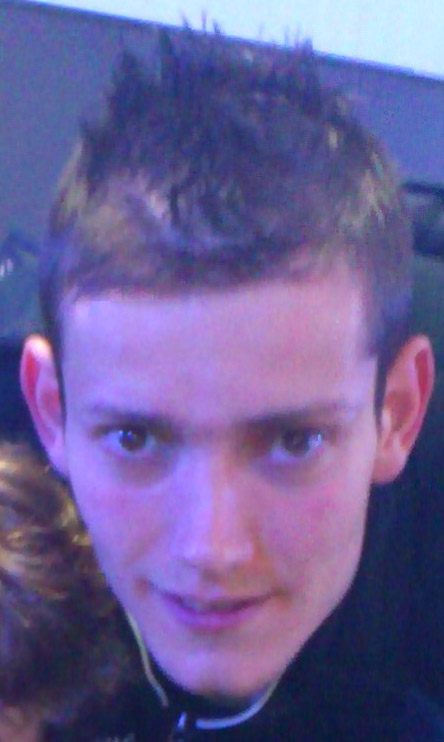
Benjamin Leroy, capitaine de 2012 à son départ en 2014.

Le technicien allemand, qui s'appuie sur un groupe de joueurs très jeunes, paye rapidement un départ catastrophique de la saison 2012-2013 (un match et trois défaites lors des quatre premières journées). Bernard Blaquart, alors responsable du Centre de formation, lui succède à la tête de l'équipe. Dernier début septembre 2012, le Tours FC achève finalement la saison à la dixième place, grâce notamment aux renforts de joueurs d'expérience tels Bryan Bergougnoux et Pascal Berenguer et de la très grosse saison de son capitaine, le gardien de buts Benjamin Leroy, très apprécié des supporters.

### Nouvelle direction et relégation (2013-2019)
Le Président Frédéric Sebag cède le club au début de l'été 2013 au patron du voyagiste Corsicatours, Jean-Marc Ettori. Ce dernier met en place une nouvelle équipe, avec l'ancien international Jean-Luc Ettori au poste de président-délégué et d'Olivier Pantaloni comme entraîneur. Dans le même temps, la Direction Nationale de Contrôle de Gestion de la Ligue de Football Professionnel (DNCG) rétrograde administrativement le club en National dans un premier temps, avant de le réintégrer mi-juillet, à la suite de l'appel de la nouvelle direction.
Côté sportif, l'équipe se renforce en recrutant principalement trois joueurs du club corse de l'AC Ajaccio : les latéraux Samuel Bouhours, Fousseni Diawara et l'avant-centre Andy Delort. Ce dernier termine la saison 2013-2014 de Ligue 2 co-meilleur buteur avec le caennais Duhamel (24 buts), mais ne peut empêcher finalement la huitième place du club. À noter que les tourangeaux atteignent pour la première fois les huitièmes de finale de la Coupe de la Ligue, en éliminant tour à tour Istres, Clermont et Amiens, avant de céder contre Troyes (1-0).
Lors de l'intersaison, Andy Delort s’engage en faveur de Wigan. L’attaquant français, meilleur buteur de L2 la saison précédente, rapporte plus de 4 millions d’euros au TFC. Benjamin Leroy, capitaine depuis deux saisons, quitte aussi le club. Au mois de novembre 2014, Olivier Pantaloni part pour l’AC Ajaccio, Alexandre Dujeux assure l’intérim avant d'être confirmé au poste d’entraîneur par le président-délégué Jean-Marc Ettori, en compagnie de Gilbert Zoonekynd. Interdit de recrutement lors d'une première audition plus tôt dans la saison devant la Direction nationale du contrôle de gestion (DNCG), Tours voit cette sanction levée par l'instance disciplinaire en décembre 2014.
La saison 2017-2018 s'avère particulièrement compliquée pour le Tours FC. Après plusieurs années de difficultés financières et sportives, le club démarre par une série de sept défaites consécutives et se retrouve rapidement lanterne rouge du championnat. Au terme de la 34e journée de championnat, dont 32 passées à la dernière place de Ligue 2, le Tours FC est officiellement relégué en National, après dix saisons consécutives au second échelon national. Paradoxalement, cette saison correspond également à l'émergence d'une nouvelle génération, puisque le Tours FC se qualifie pour la première fois de son histoire en finale de la Coupe Gambardella, s'inclinant contre l'ES Troyes AC (1-2).
La saison 2018-2019 se révèle catastrophique pour le Tours FC. Après un bon départ, le TFC perd du terrain au fur et à mesure du championnat. Dès la mi-mai, Tours est officiellement relégué en National 2 et termine à la quinzième place. Les Ciel et Noir perdent leur statut professionnel pour la première fois depuis 2006, ainsi que son centre de formation. Cependant, la DNCG rétrograde administrativement le club en National 3. En Ligue 2 jusqu'en 2018, le TFC se retrouve au cinquième échelon national un an plus tard, un niveau jamais connu depuis la création du club en 1946.

### Retour des rétrogradations administratives (depuis 2019)
Pour la saison 2019-2020, l'intégralité des joueurs professionnels quitte le club. L'équipe première repart uniquement avec des joueurs amateurs qui évoluaient en équipe réserve pour la plupart. L'entraîneur de celle-ci, Nourredine El Ouardani, devient l'entraîneur principal. En Coupe de France, l'équipe s'arrête en 32èmes de finale face au Nîmes Olympique (Ligue 1, cinq divisions au-dessus). Devant 3 500 supporters à la Vallée du Cher, le TFC revient deux fois au score avant de s'incliner aux tirs au but, avec une annulation de but contestée par le club (2-2 tab 2-4). Premier de sa poule de National 3 avec une seule défaite en mars 2020, la FFF annonce l'annulation des championnats amateurs à cause de la Pandémie de Covid-19 en France. Selon le quotient nombre de points obtenus par nombre de matchs joués, le Tours FC accède en National 2. Cependant, en juillet 2020, la DNCG refuse l'accès au N2 en raison de la situation financière du club.
La saison 2020-2021 se révèle courte en raison du reconfinement dû à la dégradation de la situation sanitaire. Une saison blanche est décrétée par la FFF pour tous les championnats amateurs, laissant le Tours FC en National 3 pour une troisième année consécutive. Fin mai 2021, la SASP Tours FC est placée en redressement judiciaire par le tribunal de commerce,. En juillet suivant, la Commission de contrôle des comptes de la Ligue Centre-Val de Loire relègue le club en division régionale,. La commission d'appel de la DNCG confirme la décision prise en première instance malgré l'appel tourangeau : le Tours FC est rétrogradé en Régional 1 (sixième division), pour la première fois depuis 1973 (alors quatrième échelon national).

### Ouvrage de référence
- « Tours », dans Dictionnaire historique des clubs de football français, tome 2, Mulhouse - White Rovers, novembre 1999 (ISBN 2913146023), p. 294-297

1. 1 2 3 4 5  Tours 1921-1974, p. 454
2. 1 2 3 4  Tours 1974-1981, p. 455
3. 1 2 3 4  Tours 1981-1984, p. 456
4. 1 2 3 4 5 6 7 8  Tours 1985-2000, p. 457

### Autres références
1. ↑  « France – Trainers of First and Second Division Clubs » (consulté le 1er août 2007)
2. ↑  « Statistiques du Tours FC », sur statfootballclubfrance.fr (consulté le 18 janvier 2015)
3. ↑  « Fiche du Tours Football Club », sur histoire.maillots.free.fr
4. ↑  Bureau FFFA du 12/09/1921 - Football association no.103 du 16/09/1921 page 1225
5. ↑  Ligue du Centre : Assemblée générale du 03/06/1923 - Football et sports no.194 du 15/06/1923 page 2462
6. 1 2 3 4 5 6 7 8 9 10 11 12 13 14 15 16 17 18  « Historique », sur toursfc.net
7. ↑  Bureau fédéral du 01/08/1932 - Football no.139 du 04/08/1932 page 7
8. ↑  Bureau fédéral du 08/10/1934 - Football no.248 du 11/10/1934 page 10
9. ↑  Liste des sociétés radiées (28/02/1938) - Football no.425 du 09/03/1938 page 13
10. ↑  Bureau fédérale du 02/01/1933 - Football no.160 du 05/01/1933 page 9
11. ↑  séance de la Commission de la coupe de France du 07/08/36 : engagements no.77 - Football no.344 du 19/08/36 page 9
12. ↑  Organisation sportive - Tous les sports no.48 du 06/06/42
13. ↑  Football : Comité directeur du 17/06/1942 - Tous les sports no.51 du 27/06/1942 page 2
14. ↑  Règlement du C.F.A saison 1948/49 - France football no.83 du 23/10/47 page 4
15. ↑  Conseil national du 17/07/48 : augmentation d'un club par ligue - France football no.124-125 du 04-11/08/48
16. ↑  réunion de la Commission centrale du championnat de France amateurs du 28/07/50 : classement des groupes - France football officiel no.232 du 29/08/50 page 3
17. ↑  « 1951 », sur toursfcassociation.fr
18. ↑  Bureau fédéral du 30/06/1951 - France football officiel
19. ↑  « 1952 », sur toursfcassociation.fr
20. ↑  « CFA Gr. Ouest 1953 », sur footballenfrance.fr
21. ↑  « 1953 », sur toursfcassociation.fr
22. ↑  « CFA Gr. Ouest 1954 », sur footballenfrance.fr
23. 1 2 3 4 5 6 7  « Histoire », sur toursfc.fr
24. 1 2 3 4  « Jean Royer, 1920-2011 », La Nouvelle République du Centre-Ouest, no spécial,‎ mars 2011, p. 10 (lire en ligne)
25. ↑  « Division 3 Gr. Centre-Ouest 1974 », sur footballenfrance.fr
26. ↑  Nicolas Gettliffe & Alain Mounic, « Interview : Xavier Gravelaine », Onze Mondial, no 110,‎ mars 1998, p. 87 (ISSN 0995-6921)
27. ↑  David Baisnée, « Tours, l'espoir de nouveau », Le Foot, no 71,‎ mars 1998, p. 19 (lire en ligne)
28. ↑  « Un drôle de... Tours », sur leparisien.fr, 19 août 1998
29. ↑  « Tours a trouvé un repreneur », sur lequipe.fr, 20 juin 2013
30. ↑  « Delort à Wigan », sur francefootball.fr, 1er septembre 2014 (consulté le 19 janvier 2015)
31. ↑  « Benjamin Leroy, sans casque et sans filet », sur francefootball.fr, 5 août 2014 (consulté le 20 janvier 2015)
32. ↑  « Dujeux reste l'entraîneur », sur francefootball.fr, 26 novembre 2014 (consulté le 19 janvier 2015)
33. ↑  « Tours peut à nouveau recruter », sur francefootball.fr, 2 décembre 2014 (consulté le 19 janvier 2015)
34. ↑  « Le Tours FC est relégué en National », sur francebleu.fr, 21 avril 2018 (consulté le 21 avril 2018)
35. ↑  « Troyes bat Tours et remporte la Coupe Gambardella - Foot - Gambardella », sur lequipe.fr, L'Équipe, 8 mai 2018 (consulté le 12 juillet 2020).
36. ↑  « National : Le Mans barragiste, Tours relégué », sur L'Équipe, 17 mai 2019 (consulté le 14 juillet 2021)
37. 1 2 3 4  « La descente aux enfers du Tours FC rétrogradé en Régional 1 par la DNCG », sur L'Équipe, 13 juillet 2021 (consulté le 14 juillet 2021)
38. ↑  « https://www.lanouvellerepublique.fr/tours/et-maintenant-quel-avenir-pour-le-tours-fc », sur lanouvellerepublique.fr (consulté le 3 juin 2019)
39. ↑  « La DNCG rétrograde le Tours FC en National 3 », sur L'Équipe, 11 juillet 2019 (consulté le 14 juillet 2021)
40. ↑  « Ciel noir sur la Touraine », sur L'Équipe, 16 juillet 2019 (consulté le 14 juillet 2021)
41. 1 2  « Communiqué : TFC - Nîmes Olympique », sur Tours Football Club - Site Officiel (consulté le 14 avril 2020)
42. ↑  SofaScore com LiveScore, « Tours Nîmes Olympique résultats en direct - SofaScore », sur www.sofascore.com (consulté le 14 avril 2020)
43. ↑  « Tous les Championnats amateurs, jusqu'au National, ne reprendront pas cette saison - Foot - Coronavirus », sur L'Équipe (consulté le 14 avril 2020)
44. ↑  « Coronavirus : la FFF confirme l'arrêt définitif des Championnats amateurs - Foot - Coronavirus », sur L'Équipe (consulté le 16 avril 2020)
45. ↑  « DNCG : Tours interdit de monter en National 2 », sur L'Équipe, 10 juillet 2020 (consulté le 14 juillet 2021)
46. ↑  Jérome Bouchacourt, « Le Tours FC a été placé en redressement judiciaire », sur Foot Amateur, 25 mai 2021 (consulté le 1er juillet 2021)
47. ↑  Jérome Bouchacourt, « National 3. Le Tours FC rétrogradé en championnat régional ! », sur Foot Amateur, 1er juillet 2021 (consulté le 1er juillet 2021)
48. ↑  « Le Tours FC rétrogradé au niveau régional », sur SOFOOT.com, 1er juillet 2021 (consulté le 1er juillet 2021)